# Агами (буддизм)
В Буддизмі, Агама (Санскрит і Палі "священні роботи" або "святе письмо") це колекція ранніх Буддійських писань. П'ять Агам разом складають Сутра Пітаку ранніх Буддійських шкіл. У різних шкіл були різні бачення на кожну Агаму. На мові Палі Сутта-пітака школи Тгеравада в Палійському каноні термін нікая використовується замість терміна Агама. Агами різних шкіл збереглися в китайському перекладі, і частково збереглися на Санскриті і в Тибетському перекладі.

## Значення
В Буддизмі, термін Агама використовується для позначення колекції дискурсів (Санскрит: сутра; Палі: сутта) ранніх Буддійських шкіл, які збереглися в основному в китайському перекладі, суттєва частина матеріалу так само збереглася на Санскриті і менше, але все ж у значній кількості, вижило мовою Гандхарі та в Тибетському перекладі. Ці сутри відповідають першим чотирьом Нікаям (і частково п'ятій) Суттанта Пітакі Палійського канону, який також іноді називають Агамамі. У цьому сенсі, Агама для одного із значень терміна Нікая.
Іноді слово Агама використовується щоб послатися не на конкретне писання, але до класу писань. У цьому випадку, його значення може так само включати в себе поняття Сутта-Пітака, яке в традиції Тгеравади вважається найстарішим і найбільшим історично точним поданням вчення Будди, разом з Віная Пітакою.
В четвертому столітті роботу Абгідгарми Махаяни Абгідгармасам'ючая, Асанга відніс до колекції, яка містить Агами такі як Шравакапітака, і зв'язав їх з Шравакамі та Пратьєкабуддами. Асанга класифікував сутри Махаяни як належне до Бодгісаттвапітаці, яка позначається як сукупність навчань для Бодгісаттв.

## Історія
Йенс-Уве Гартман пише,
Згідно з традицією, дискурси Будди вже були зібрані під час першого собору, що відбувся невдовзі після смерті Будди ... Вчені, проте, помітили постійне зростання кількості текстів і розміру невідомого ядра, тим самим зазнаючи різні зміни в мові і змісті ...
Зрозуміло, що серед ранніх шкіл, як мінімум Сарвастівади, Каш'япії, Махасангіки, і Дгармагуптаку були редакції чотирьох з п'яти Агам які хоча б трохи відрізнялися. Агамі були порівняні з нікаями Палійського канону сучасними вченими в спробі визначити можливі зміни і кореневі формулювання. У Агам існує схожість з Суттанта Пітакою яка іноді використовується науковцями щоб оцінити, якою мірою ці навчання є історично достовірними в уявленні канону раннього Буддизму. Іноді так само відмінності між ними використовувалися для припущення альтернативного значення прийнятого значення Сутти в будь-яких з двох редакцій.

## Доктрини
Згідно з деякими інтерпретаціям школи Тгеравада, неможливо щоб в один і той же час було два повністю просвітлених Будди. Тим не менш, в традиції Махаяни, концепція одночасних Будд є загальною. Згідно Махаянській Махапраджняпараміта Шастрі, яка пов'язана з Вайбгашикою Сарвастівади, в "Шравака Дгармі" (Агамах і пов'язаних з ними навчаннями), "Будда не говорив, що не існують одночасні Будди у десяти напрямах" В Агамах збережених на китайській, концепція одночасних Будд дійсно існує. Це було знайдено та дійшло до нас від Діргха Агами, Сам'юкта Агами та Екоттара Агами, в яких доктрина одночасних Будд згадується багато разів.Китайський монах Сюаньцзан писав, що доктрина мулавіджняни ("корінь свідомості") містився в Агамах Махасангхіків. Сюаньцзан вивчав абгідгарму Махасангхіків в Індії, і вважав цю доктриу мулавиджняны по суті такою ж як доктрина алаявіджняни школи Йогачара ("вмістилище свідомості").

## Типи Агам
Є чотири збережених колекції Агами, і одна на яку у нас збереглися лише відсилання та фрагменти (Кшудра Агама). Чотири існуючих колекції збереглися в повному обсязі тільки в китайському перекладі (Агама: 阿含經), хоча невелика частина всіх чотирьох була недавно виявлена на санскриті, та частини чотирьох з п'яти Агам збереглися в тибетському перекладі. П'ять Агам це:

### Діргха Агама
Діргха Агама ("Довгі настанови," Cháng Ahánjīng 長阿含經 Taishō 1) відповідає Дігха-нікаї школи Тгеравада. Повна версія Діргха Агами школи Дгармпагуптака (法藏部) була виконана Буддаясою (佛陀耶舍) і Жу Фоньяном (竺佛念) в пізній династії Цінь (後秦), датованої 413 роком нашої ери. Вона містить 30 сутр на відміну від 34 сутт Тгеравадійської Дігха Нікаї. "Дуже істотна частина Сарвастівадійської Діргха Агами збереглася на санскриті, і частково збереглася в тибетському перекладі.

### Мадг'яма Агама
Мадг'яма-агама ("Повчання середньої довжини," Zhōng Ahánjīng 中阿含經, Taishō 26) відповідає Мадджхіма-нікаї школи Тгеравада. Повний переклад Мадг'яма Агами школи Сарвастівада був виконаний Самгхадевою (僧伽提婆) у Східнії династії Цзінь (東晉) в 397—398 н.е. Мадг'яма Агама містить 222 сутри, на відміну від 152 сутт Палійською Маджгіма Нікаї. Частини Сарвастівадійської Мадг'яма Агами так само збереглися в тибетському перекладі.

### Сам'юкта Агама
Сам'юкта Агама ("Пов'язані повчання", Zá Ahánjīng 雜阿含經 Taishō 2.99) відповідають Сам'ютта-нікаї школи Тгеравада. Китайський переклад повної Сам'юкта Агами школи Сарвастівада (說一切有部) був виконаний Гунабхадрою (求那跋陀羅) у державі Сун (宋), приблизно у 435—443 н.е. Частини Сарвастівадійської Сам'юкта Агами так само збереглися на санскриті і в тибетському перекладі.
Також існує неповний китайський переклад Сам'юкта Агами (別譯雜阿含經 Taishō 100) школи Каш'япія (飲光部) зроблений невідомим перекладачем, приблизно в третьому періоді Цінь (三秦) , 352—431 н.е. Порівнюючи Сарвастівадійські, Каш'япійські та Тгеравадійські тексти відкривається значна узгодженість вмісту, хоча кожен варіант містить тексти, які не містяться в інших варіантах.

### Екоттара Агама
Екоттара Агама ("Нумеровані настанови" Zēngyī Ahánjīng, 增壹阿含經 Taishō 125) відповідає Ангуттара-нікаї школи Тгеравада. Повна версія Екоттара Агами була переведена Дгармананді (曇摩難提) з держави Фу Цін (苻秦), і відредагована Гаутамою Самгхадевою в 397—398 н.е. Деякі вважають, що вона збереглася від школи Сарвастівада, але останнім часом був запропонований варіант походження від школи Махасангхіка. Згідно А. К. Вардеру, Екоттара Агама містить 250 правил Пратімокши для монахів, які узгоджуються тільки з Вінаєю Дгармагуптакою, яка так само знаходиться в Китайському Буддійському каноні. Він так само розглядає деякі доктрини, що суперечать принципам школи Махасангхіка, і заявляє, що вони узгоджуються з поглядами Дгармагуптаки відомими в даний час. Він робить висновок, що Екоттара Агама дійшла до нас від школи Дгармагуптака.
З чотирьох Агам Санскритська Сутра Пітаки в Китайському Буддійському каноні єдина, яка найбільше відрізняється від Тгеравадійської версії. Екоттара Агама містить варіації на такі стандартні навчання як Вісімковий Шлях. Згідно Кеону, "існує значна невідповідність між Палійською і Китайської версіями, з більш ніж з двома-третинами сутрами знайденими в одній, але не іншій компіляції, яка передбачає, що велика частина цієї Сутра Пітаки не була сформована, до пізнішої дати."

### Кшудрака Агама або Кшудрака Пітака
Кшудрака Агама ("Мала колекція") відповідає Кхуддака-нікаї, і існує в декількох школах. Так Кшудрака Агама була в Дгармагуптаці. Китайський переклад Вінаї Дгармагуптаки надає змістовий огляд Дгармагуптаки Кшудрака Агами, і, по всій видимості, фрагменти в Гандхарі  були знайдені. Фрагменти з цієї Агами так само збереглися в тибетські та китайській перекладах—чотирнадцять текстів, в останньому випадку. Деякі школи, особливо Сарвастівада, визнають лише чотири Агами—у них була "Кшудрака" яку вони не вважали "Агамою." Інші—включаючи навіть Дгармагуптаку, на думку деяких сучасних вчених—воліли називати її ""Кшудрака Пітака."" Як Палійскій аналог, Кшудрака Пітака мабуть була збіркою, і можливо ніколи остаточно не затвердилася серед багатьох стародавніх шкіл.

### Додаткові матеріали
Крім того, є значна кількість текстів, виконаних в стилі Агам, що знаходяться за межами основної колекції. Вони знаходяться в різних джерелах:
1. Часткова колекція Агам та незалежних сутр в Китайському каноні.
2. Невеликі групи сутр або незалежні сутри в Тибетському каноні.
3. Сутри реконструйовані з давніх манускриптів на Санскриті, Гандхари, або інших Стародавніх Індійських мовах.
4. Уривки та цитати з сутр Агам збереглися в сутрах Махаяни, текстах Абгідгамми, пізніших коментарях, і так далі.
5. Ізольовані фрази збереглися в написах. Наприклад, колона Ашоки в Лумбіні заявляє iha budhe jāte, цитата з Махапарінірвани Сутри.

## Додаткові посилання
- Ekottara Agama: The One-up of Discourses the Buddha [Архівовано 3 липня 2007 у Wayback Machine.]
- A Digital Comparative Edition and Translation of the Shorter Chinese Saṃyukta Āgama (T. 100) [Архівовано 7 січня 2019 у Wayback Machine.]
- SuttaCentral.net Online Sutta Correspondence Project [Архівовано 21 вересня 2020 у Wayback Machine.]
- Collection of English Translations from the Āgamas [Архівовано 2 жовтня 2020 у Wayback Machine.] Pāli for is a collection of Early Buddhist scriptures. The five āgamas together comprise the Sūtra Piṭaka of the early Buddhist schools. The various schools had different recensions of each āgama. In the Pāli language Sutta Piṭaka of the Theravada school (in the Pali Canon) the term nikāya is used in place of āgama. Āgamas of various schools are preserved in Chinese translation, and portions also survive in Sanskrit and in Tibetan translation.